# Jo Vonlanthen
Joseph Vonlanthen (Sankt Ursen, 31 de Maio de 1942) é um ex-automobilista suíço.